# Chrysomyxa himalensis
Chrysomyxa himalensis är en svampart som beskrevs av Barclay 1890. Chrysomyxa himalensis ingår i släktet Chrysomyxa och familjen Coleosporiaceae.   Inga underarter finns listade i Catalogue of Life.